# Maurice Taieb
Pour les articles homonymes, voir Taïeb.
Maurice Taieb, né le 22 juillet 1935 à Bizerte (Tunisie) et mort le 23 juillet 2021 à Marseille, est un géologue français dont les expéditions dans la région Afar menèrent à la découverte de la formation de Hadar en Éthiopie. Il en reconnut l'important potentiel pour la paléoanthropologie et la préhistoire, ce qui permit à Donald Johanson et Tom Gray de découvrir en 1974 un fossile relativement complet d'Australopithecus afarensis surnommé Lucy.
Il a été directeur de recherche émérite au CNRS et travaillait au Centre européen de recherche et d'enseignement de géosciences de l'environnement (CEREGE), à Aix-en-Provence.

## Parcours
Maurice Taieb est né d'un père tunisien et d'une mère française. Il a voyagé à travers l'Afrique en compagnie de son oncle, un marchand commerçant avec les Bédouins à la frontière tunisienne.
Il débuta l'exploration de la région de l'Afar en 1966, utilisant des véhicules tout-terrains et des ânes, découvrit les terrains fossilifères de Hadar en 1968, fonda l'International Afar Research Expedition (IARE) en 1972 et était présent en 1974 quand Donald Johanson et Tom Gray, découvrirent les fragments fossiles de Lucy, dans des terrains datés de 3,2 millions d'années de la vallée de l'Awash dans la dépression de l'Afar.
Il obtint son doctorat à l'université Pierre-et-Marie-Curie en 1974, en soutenant une thèse intitulée Évolution quaternaire du bassin de l'Awash, Rift éthiopien et Afar. 
En collaboration avec les codirecteurs de l'IARE Donald Johanson et Yves Coppens, il a joué un rôle clé dans la compréhension de la géologie et de l'histoire de la région de l'Afar, qui a livré des fossiles d'Hominidés dont l'âge remonte à 6 millions d'années. Ses investigations ont été rendues difficiles par l'extrême rigueur de l'environnement désertique, l'hostilité de certaines ethnies telles que les Issa et les conflits entre milices armées.
Il a raconté cette aventure humaine en 1985 dans un récit intitulé Sur la terre des premiers hommes dans lequel il revient en détail sur le montage des premières campagnes internationales de l'Afar, la découverte de Lucy, les difficultés de prospection dans une région troublée et la rivalité franco-américaine,.
Au début des années 2020, il participe avec la palynologue Doris Barboni et l'illustratrice Cécile Gambini à l'ouvrage Il était une fois Lucy, un livre pour enfants qui explique la géologie de l'Afar, les fossiles et l'évolution des animaux et du climat depuis 3 millions d'années. L'histoire le met en scène à l'époque de la découverte de Lucy.
Maurice Taieb est mort le 23 juillet 2021 à l'âge de 86 ans à Marseille 4e,, laissant sa femme Ingrid et ses deux fils, Laurent et Jean-Marc.

## Ouvrages
- Maurice Taieb et Daniel Pauchet (collab.), Sur la terre des premiers hommes : Quand la géologie devient une aventure, Robert Laffont, coll. « Vécu », 1985, 329 p. (ISBN 978-2221044797)
- Maurice Taieb, Doris Barboni et Cécile Gambini, Il était une fois Lucy, Odile Jacob, 2022, 56 p. (ISBN 978-2738154354)

### Bases de données et dictionnaires
- Ressources relatives à la recherche :   - Canal-U
  - Persée
- Notices d'autorité :   - VIAF
  - ISNI
  - BnF (données)
  - IdRef
  - LCCN
  - GND
  - Pays-Bas
  - Israël
  - NUKAT
  - Australie